# Seafox
Seafox è un videogioco di tipo sparatutto sottomarino, pubblicato nel 1982 per Apple II e Atari 8-bit e nel 1983 per Commodore 64 e VIC-20 dalla Brøderbund.

## Modalità di gioco
Il giocatore controlla un sottomarino in uno sparatutto a schermata fissa con visuale bidimensionale di profilo. Il sottomarino può muoversi in tutte le direzioni sott'acqua, mentre in superficie passano le navi, lungo tre linee orizzontali. Per superare un livello bisogna distruggere un certo numero di navi mercantili, che sono quelle che passano lungo la linea più in alto.
Si possono sparare siluri in verticale verso l'alto oppure in orizzontale verso destra. Non si può sparare a ripetizione, perché si possono avere in campo un solo siluro verticale e uno orizzontale alla volta.
I nemici da affrontare nel primo livello sono altri sottomarini, pericolosi solo in caso di scontro diretto, che entrano in gioco continuamente dai lati dello schermo. Nei livelli successivi compaiono cacciatorpediniere armate di cariche di profondità, sottomarini armati di siluri, mine magnetiche inseguitrici. Sono sempre presenti inoltre le navi ospedaliere che non devono essere colpite, altrimenti il siluro rimbalza e torna indietro.
Il sottomarino del giocatore ha una scorta limitata di carburante, terminato il quale si perde una vita, e di siluri. Per ricaricare entrambe le cose, ogni tanto vicino al fondo marino passa un sottomarino di rifornimento, dal quale esce un delfino addestrato che trasporta un pacco di ricarica da raccogliere. Se si perde troppo tempo però appare una conchiglia gigante in grado di nuotare, che cerca di divorare il pacco. Se il delfino viene colpito accidentalmente dalle armi, il giocatore perde una vita, a causa di una balena che distrugge il sottomarino.